# Anatolyj Brusylowskyj
Anatolyj Rafaylowytsch Brusylowskyj (ukrainisch Анатолий Рафаилович Брусиловский; * 4. Juni 1932 in Odessa, Ukrainische SSR) ist ein ukrainisch-russischer Grafiker und Fotograf.

## Leben und Werk
Brusylowskyj hat sein Studium am Charkow Institut 1957 beendet. 1961 illustrierte er das Buch Die Brücke von Manfred Gregor und 1964 Der Fänger im Roggen von J. D. Salinger.
Brusylowskyj stellt Assemblagen, Collagen, Fotografien, Malereien und Grafiken her. Er gehörte zu den Russischen Nonkonformisten, die während der Tauwetter-Periode eine Gegenbewegung zum Sozialistischen Realismus formten.
Die fotografische Serie „Studio“ zeigt seine Künstlerkollegen aus der russischen Untergrundbewegung. Jedes einzelne Porträt wurde von ihm durch Kompositionszeichnungen, Auswahl der Inszenierung, Accessoires und Lichtsetzung vorbereitet. Der Fototermin, für den er sich jeweils einen Tag Zeit nahm, wurde von ihm durch lange Gespräche eingeleitet, bei denen charakteristische Stimmung und Mimik, Augenausdruck, Haltung und Gestik der Person für das Porträt entdeckt und festgelegt wurden.
Brusylowskyj ist Mitglied des Russischen Künstlerverbandes und der Russischen Union der Journalisten und Fotografen. Er hatte einen Lehrauftrag an der San Diego State University.
Er hat in verschiedenen Ländern ausgestellt, darunter Deutschland, Polen, Italien, Frankreich, Schweiz, Russland, Israel und USA. Er wird von den Galerien Sandmann in Berlin und der Gmurzynska in Zürich vertreten.

## Ausstellungen
- 2013: Expansion Of The Object das Museum für zeitgenössische Kunst ART4.RU, Moskau
- 2011: Ostalgia New Museum of Contemporary Art, New York City
- 1977: documenta 6, Kassel
- 1977: Biennale von Venedig, Venedig
- 1973: Russische Kunst Museum Ostwall, Dortmund

## Veröffentlichungen
- The Pantheon of the Russian Underground, 2008